# Bala Begmenli
Bala Begmenli är en ort i Azerbajdzjan.   Den ligger i distriktet Füzuli Rayonu, i den södra delen av landet, 220 kilometer väster om huvudstaden Baku. Bala Begmenli ligger 91 meter över havet och antalet invånare är 3 297.
Terrängen runt Bala Begmenli är huvudsakligen platt. Bala Begmenli ligger nere i en dal. Närmaste större samhälle är Shakhsevan Pervoye, 16,7 kilometer nordost om Bala Begmenli.
Trakten runt Bala Begmenli består till största delen av jordbruksmark. Runt Bala Begmenli är det ganska tätbefolkat, med 83 invånare per kvadratkilometer.